# Juho Rissanen
Juho Vilho Rissanen (9 mars 1873 à Kuopio - mort le 11 décembre 1950 à Miami en Floride) est un artiste peintre finlandais.
De 1908 à 1914, Hilda Flodin est mariée à Rissanen,. En 1910, ils s'installent à Viipuri.

## Œuvres
- Hauta-Heikin mummo (1897)
- Ukko Istolainen (1897)
- Rannalla istuva nainen (1898)
- Povarissa (1899)
- Sokea (1899)
- Kuppari (Juho Rissanen) (1899)
- Isän kuolema (1902)
- Kellonvaihtajat (1902)
- Lähteellä (1903)
- Vuoristolähteellä (1903)
- Työstä paluu (1904) fresque, Bibliothèque municipale d'Helsinki
- Ristin tien (1907), Retable de l'église de Nilsiä
- Sepät (1909) fresque, Bibliothèque municipale d'Helsinki
- Rakentajat (1909), fresque, Musée d'art de Kuopio
- Ruumiinpesijät (1908)
- Nahkurit (1908)
- Nauhankutojatar (1908)
- Seulojatar (1908)
- Lattianpesijät (1908)
- Kalastajan madonnat (1908)
- Taikinan alustaja (1908)
- Rakentajia (1909) fresque, Musée d'art de Kuopio
- Osterikauppias (1911)
- Peintures murales de la Villa Hackman (1911–1913)
- Helkajuhla (1928) fresque du Théâtre national de Finlande
- Vitraux du siège de la SOK (1930)

## Galerie

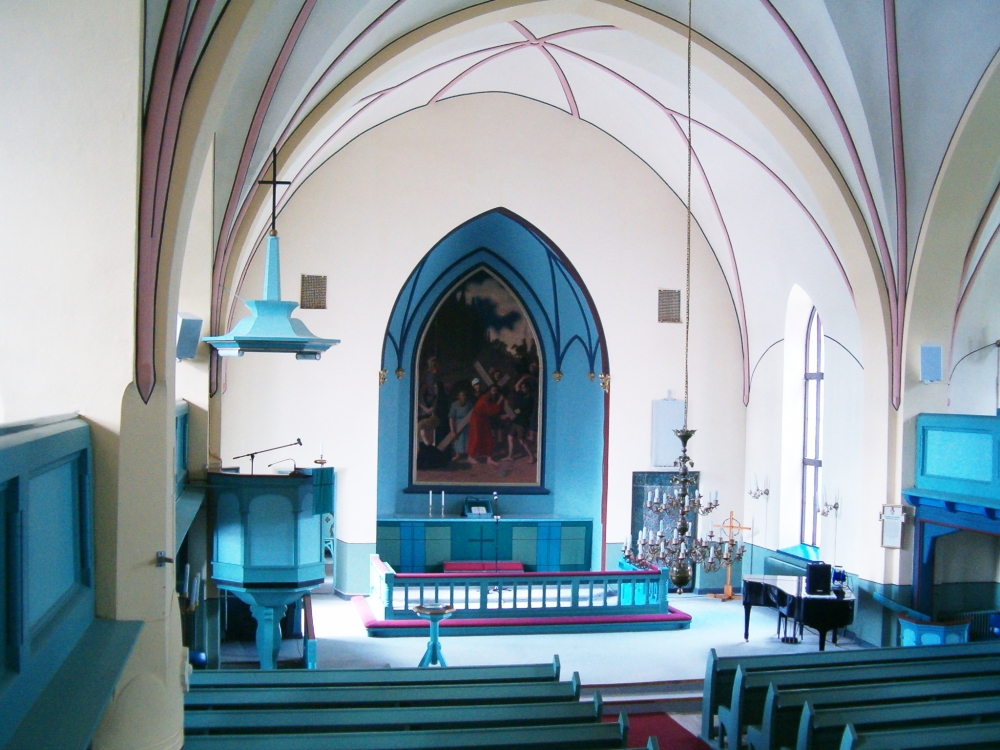
Le retable le chemin de croix de l'église de Nilsiä.
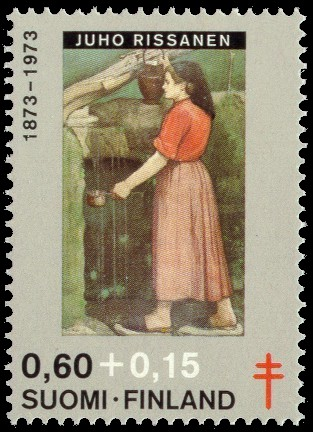
Vuoristolähteellä sur un timbre postal de 1973.
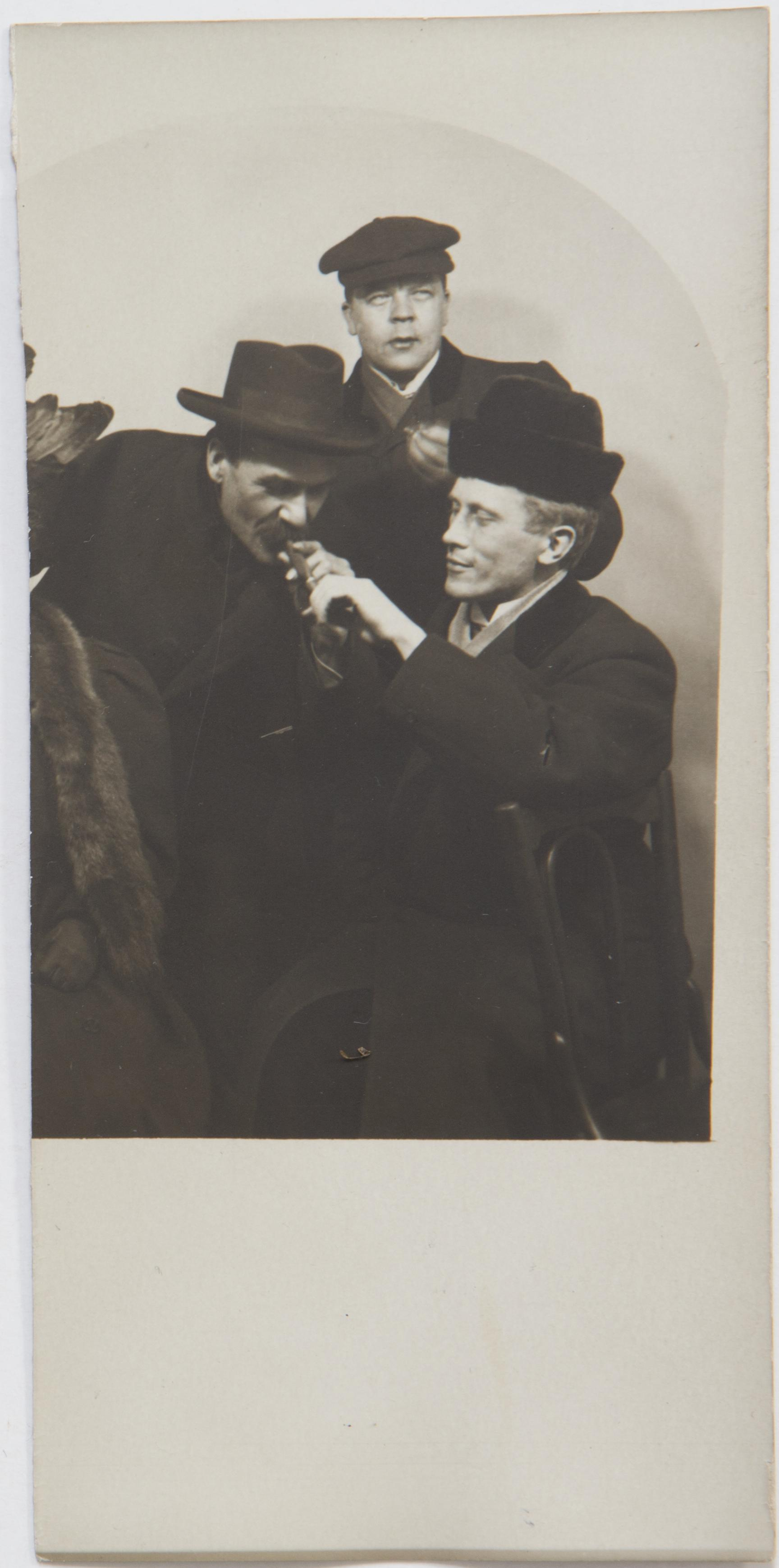
Akseli Gallen-Kallela, Juho Rissanen et Väinö Mäkinen